# Gerstaeckerus rufiplagiatus
Gerstaeckerus rufiplagiatus – gatunek chrząszcza z rodziny wygłodkowatych i podrodziny Lycoperdininae.
Gatunek opisany został w 2014 roku przez Wiolettę Tomaszewską.
Chrząszcz o ciele długości 9 mm, ubarwionym czarno z podłużną, czerwonawą plamą na każdej z pokryw. Przedplecze prawie dwukrotnie szersze niż dłuższe, najszersze w pobliżu przedniej ⅓, między prawie ostrymi kątami przednimi a prostymi kątami tylnymi jego boczne krawędzie są zaokrąglone w pierwszej połowie, a dalej przewężone. Średnica bioder przednich dwukrotnie większa od szerokości wciętego na wierzchołku wyrostka przedpiersia.
Owad znany z tylko z filipińskiego Mindanao, z prowincji Bukidnon.